# Wojciech Buciarski
Wojciech Jan Buciarski (født 17. april 1950 i Warszawa, Polen) er en polsk atletiktræner og tidligere stangspringer.
Buciarski er født i Warszawa og flyttede efter karrieren i begyndelsen af 1980'erne til Danmark, hvor han blev træner i Sparta Atletik. Han stillede også op for klubben og spring 5,10 i 1983. Han sprang 2008 som 58-årig stangspring for Ballerup AK i VT 1, øst.
Hans søn Piotr Buciarski reprænsenterede Danmark i stangspring og datteren Joanna Zeberg Jensen i hækkeløb.

## Vigtige stævner og resultater i stangspring
- OL 1972 i München
- OL 1976 i Montreal, nummer fem

- EM – 1971 –indendørsmesterskab, 4,80 m, nummer syv
- EM – 1974 –indendørsmesterskab, 5,20 m, nummer fire
- EM – 1974 –udendørsmesterskab, 5,30 m, nummer fire
- EM – 1975 –indendørsmesterskab, 5,30 m, nummer to
- EM – 1979 –indendørsmesterskab, 5,40 m, nummer fem
- Personlig rekord: 5,50 4. juni 1975 i Saint-Maur i Frankrig.